# Nathaniel Johnston
Pour les articles homonymes, voir Johnston.
Nathaniel Johnston, né le 29 mai 1836 à Bordeaux et décédé le 10 septembre 1914 au Havre, est un négociant bordelais, propriétaire de vignobles et homme politique français, député de la Gironde.

## Biographie
Nathaniel Johnston IV est le fils de Nathaniel Johnston III (1804-1870), négociant, administrateur de chemins de fer, propriétaire de haras, et de Charlotte Sophie Scott (1813-1873),.
Il grandit à Bordeaux avant de venir à Paris pour entrer à l'École polytechnique en 1855 puis à l'École des mines dont il est diplômé, comme élève libre, en tant qu'ingénieur civil en 1860. Il retourne ensuite à Bordeaux où il devient un important négociant en vins (propriétaire notamment du château Ducru-Beaucaillou et du château Dauzac). C'est à Dauzac qu'est mis au point le principe de la bouillie bordelaise et il est le premier propriétaire à l'avoir utilisée.
En 1865, il épouse en premières noces Lucie Dassier (1841-1876) avec qui il aura cinq enfants. Alors qu'il a 40 ans, son épouse Lucie décède en 1876. Deux ans après, en 1878, il épouse en secondes noces la princesse Marie Caradja (1854-1910) avec qui il aura encore deux enfants. Cette seconde épouse décède quatre ans avant lui en 1910.  
Il commence sa carrière politique comme conseiller général de Saint-Laurent-Médoc en 1866 avant d'être élu député de la première circonscription de la Gironde le 24 mai 1869 au Corps législatif durant le Second Empire sur les listes du centre-droit. Après la bataille de Sedan, il tente de prévenir la chute de l'Empire lors de la Révolution du 4 septembre 1870 en réunissant chez lui à l'hôtel de Wagram, avenue George-V, des députés opposés à la déchéance de Napoléon III. Nathaniel Johnston est réélu le 8 février 1871 à l'Assemblée nationale à la fondation de la Troisième République, défend au cours de son mandat des idées bonapartistes, et devient secrétaire de l'Assemblée. Il perd cependant son siège aux élections de 1876 et quitte la scène politique nationale.

## Mandats politiques
- 23 mai 1869-4 septembre 1870 : Député de la Gironde au Corps législatif ;
- 8 février 1871-7 mars 1876 : Député de la Gironde  à l'Assemblée nationale ;
- 1903-1908, maire de la commune de Saint-Julien-Beychevelle, où se trouve sa propriété viticole du château Ducru-Beaucaillou.